# Feminismo decolonial

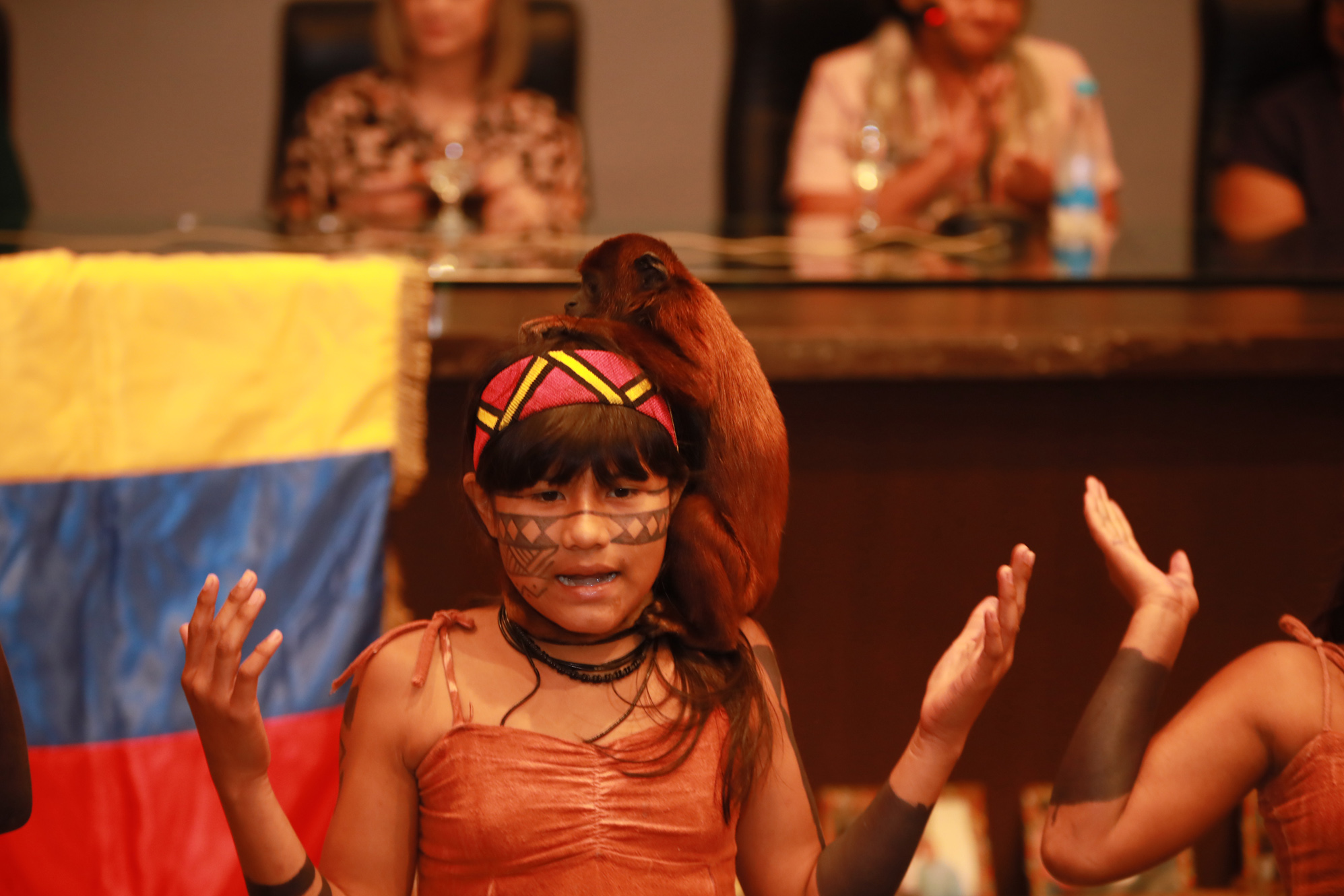
Mulheres Latino-americanas

Feminismo Decolonial é uma corrente do feminismo que surgiu na América Latina, a partir da obra de Maria Lugones, Gênero e colonialidade (2008), com o propósito de atender a uma agenda com inúmeras demandas desse espaço múltiplo, heterogêneo e com urgências no que se refere as questões de gênero interceccionadas  às de raça, classe  e sexualidade.

## Origem
Origina-se do resultado da agenda de pesquisa modernidade/decolonialidade, ou virada decolonial, com Maria Lugones, responsável por cunhar o conceito de colonialidade de gênero, Walter Mignolo e Catherine Walsh, entre outros, retomando a teoria de Aníbal Quijano sobre a colonialidade do poder juntamente ao marco feminista e interseccional.
Trata-se do resultado do desenvolvimento de posições críticas e contra-hegemônicas, ou seja, de resistência aos discursos dominantes, sobre o colonialismo visando desenvolver e atribuir uma nova perspectiva feminista. É uma proposta analítica destinada a compreender melhor como as categorias de sexo, classe e raça (e etnia) estão ou podem estar relacionadas em diferentes campos de análise e momentos históricos.
É uma corrente que surgiu da terceira onda do feminismo e também foi chamada de feminismo periférico, pós-colonial ou de terceiro mundo. Um conceito que se desenvolve no quadro dos Estados neoliberais e das sociedades desiguais e racistas para dar conta da condição das mulheres não-brancas e das suas necessidades. Ou seja, as protagonistas que dão sentido a esta proposta são as mulheres que povoam a periferia social. Reiterando: mulheres pobres, mulheres com deficiência, mulheres com outra orientação sexual e as chamadas migrantes.

## Crítica ao Pensamento Colonial
Essa corrente nomeia um feminismo contra-hegemônico, pós-coloniais, negro, comunitário e indígena, cujas representantes intelectuais não-brancas, denunciam o racismo de gênero e a forma como a geopolítica de conhecimento silencia as vozes das intelectuais e dos intelectuais não-brancos, isto é, indígenas, negras, chicanas, latinas, indianas, asiáticas, afrodescendentes, mestiças, imigrantes e as vozes de sexualidade dissidente, transexuais, gays e lésbicas dos países Latinos Americanos.
Refere-se a uma percepção de que a descolonização territorial não desfez a colonialidade em termos sociais e políticos. Sendo assim, o Feminismo Decolonial é uma construção que parte do conceito de Decolonialidade ou Pensamento Decolonial e que tem como objetivo libertar a produção de conhecimento da epistemologia eurocêntrica, apresentando uma nova maneira de pensar a ordem a constituição das relações mundiais, partindo de perspectivas que são elaboradas no seio do contexto social e político latino-americano

## Expoentes do Feminismo Decolonial
O Feminismo Decolonial tem em Maria Lugones uma figura central mas ele também foi e está sendo elaborado por um outro conjunto de autoras, cada uma das quais oferece contribuições relevantes para a teoria e prática do feminismo.

### Maria Lugones
Maria Lugones (1944-2020) foi uma filósofa, feminista e ativista argentina, professora na Universidade de Binghamton, nos Estados Unidos, Lugones desenvolveu uma abordagem crítica sobre como raça, gênero, sexualidade e colonialismo se entrelaçam, especialmente em seu conceito de "sistema moderno/colonial de gênero".
Seu trabalho desafiou as formas tradicionais de pensar a opressão, destacando como o colonialismo impôs sistemas de hierarquia de gênero nas sociedades indígenas e africanas. Sua obra mais influente, Colonialidade e Gênero, tornou-se um marco no feminismo decolonial, ampliando os debates sobre resistência, interseccionalidade e modos de convivência comunitária. Lugones também foi uma ativista comprometida, engajada em movimentos de justiça social, com ênfase na construção de alternativas coletivas e solidárias para combater as opressões estruturais. 

### Françoise Vergés
Françoise Vergés (1952) é cientista política, escritora e ativista feminista com doutorado em Ciência Política pela Universidade de Berkeley, nos Estados Unidos, tornou-se uma voz influente nos estudos pós-coloniais e feministas decoloniais.
Autora de obras como A Decolonial Feminism e Monde du Travail, Travail du Monde , ela aborda questões como a exploração do trabalho doméstico, a violência racial e a memória histórica das populações colonizadas. Além de seu trabalho acadêmico, Vergès tem contribuído ativamente para o debate público na França e internacionalmente, promovendo uma perspectiva crítica sobre a modernidade ocidental e o impacto do colonialismo nas sociedades contemporâneas. 

### Oyèrónké Oyěwùmí
Oyèrónké Oyěwùmí  (1957) é socióloga, escritora e acadêmica nigeriana extremamente reconhecida por seu trabalho inovador na interseção entre gênero, cultura e colonialismo é autora de obras influentes como The Invention of Women: Making an African Sense of Western Gender Discourses.
Em seus estudos, Oyěwùmí questiona as interpretações ocidentais de gênero, argumentando que a imposição de dinâmica colonial, construções de gênero que não existiam em muitas sociedades africanas antes do colonialismo. Ela destaca como as categorias de "homem" e "mulher" foram historicamente utilizadas como ferramentas de dominação, desafiando perspectivas eurocêntricas. Reconhecida por suas contribuições ao feminismo africano e aos estudos decoloniais, Oyěwùmí promove uma abordagem crítica que valoriza as epistemologias e histórias africanas como centrais para compreender as relações. 

### Lélia Gonzalez
Lélia Gonzalez (1935-1994) foi uma Intelectual, antropóloga, professora e ativista brasileira, reconhecida como uma das principais vozes do feminismo negro no Brasil e na América Latina, dedicou sua vida para compreender e combater as interseções entre racismo, sexismo e desigualdade social.
Autora de obras como Por um Feminismo Afro-Latino-Americano , ela trouxe uma abordagem pioneira ao analisar como o racismo estrutural e o patriarcado impactam de forma única as mulheres negras. Lélia também foi cofundadora de movimentos importantes, como o Movimento Negro Unificado (MNU), e destacou a importância das raízes africanas na formação cultural brasileira, ressignificando conceitos como o de "amefricanidade" [aqui acho que você pode fazer hiperligação em amefricanidade e deixar como link em vermelho, sugerindo que esse é um verbete que pode e deve ser criado no futuro - Vicente Projeto Mais+]. 

### Sueli Carneiro
Sueli Carneiro (1950) é filósofa, escritora, ativista e uma das principais referências do feminismo negro no Brasil. Fundadora do Geledés – Instituto da Mulher Negra e autora de obras como Escritos de uma Vida, é reconhecida por seu ativismo e uma das principais articuladoras do debate sobre a interseccionalidade no país, destacando como raça, gênero e classe moldam as experiências das mulheres negras. Seu trabalho influencia políticas públicas e movimentos sociais, além de inspirar novas gerações na busca por igualdade e justiça social.

### Maria Beatriz Nascimento
Maria Beatriz Nascimento (1942 - 1995) foi uma historiadora, poetisa, ativista e intelectual brasileira, reconhecida por sua contribuição ao estudo das comunidades quilombolas e à luta contra o racismo no Brasil. 
Sua pesquisa pioneira destacou os quilombos como espaços não apenas de resistência, mas de construção de novas formas de sociabilidade e liberdade. Além de seu trabalho acadêmico, Beatriz foi uma poetisa sensível e uma voz ativa em movimentos negros, participando de debates e eventos sobre identidade, memória e direitos civis. Sua vida e obra permaneceu como um marco na luta por justiça racial e na preservação das histórias e culturas negras no Brasil.

### Yuderkys Espinosa Miñoso
Yuderkys Espinosa Miñoso (1967) é uma filósofa, escritora e ativista feminista decolonial, reconhecida como uma das principais intelectuais do feminismo latino-americano, ela dedica sua trajetória à crítica das estruturas coloniais, racistas e heteronormativas que moldam as sociedades contemporâneas. 
Seus trabalhos questionam as bases eurocêntricas do feminismo tradicional, propondo perspectivas que valorizam as experiências de mulheres negras, indígenas e afrodescendentes. Espinosa Miñoso é autora de ensaios e textos importantes, como Escritos de uma lésbica escura, nos quais aborda temas como gênero, colonialidade, sexualidade e resistência.
Atuante em movimentos sociais e acadêmicos, Yuderkys é uma defensora de epistemologias insurgentes que desafiam o colonialismo e promovem a justiça social, especialmente para comunidades marginalizadas na América Latina e no Caribe. 

### Julieta Paredes
Julieta Paredes (1967) é ativista, escritora, poetisa e feminista indígena aymara da Bolívia, reconhecida por ser uma das fundadoras do feminismo comunitário. Sua trajetória combina a luta pelos direitos das mulheres com a defesa das culturas indígenas, propondo uma crítica ao feminismo ocidental a partir de uma perspectiva decolonial e coletiva. 
Como membro do grupo Mujeres Creando e fundadora do Feminismo Comunitário Antipatriarcal , Paredes enfatiza a importância de pensar o feminismo enraizado nas práticas e saberes das comunidades indígenas e camponesas. Seus textos e palestras abordam temas como colonialismo, patriarcado, capitalismo e resistência, sempre promovendo a ideia de uma luta feminista interligada às dinâmicas comunitárias e à justiça social. 